# Melissa Aslı Pamuk
Melisa Aslı Pamuk (prononcé [mɛ.li.sa as.lɯ pa.muk], née le 14 avril 1991 à Haarlem), est une mannequin et actrice turque. Elle travaille pour l'agence Uğurkan Erez. Melisa mesure 1,76 m et pèse 58 kg. Ses mensurations sont 85-62-90. Elle a étudié aux Pays-Bas et est diplômée de l’université d'Amsterdam. Elle a aussi fait ses études à « Sadri Alışık-Maison de la Culture ».

## Biographie et carrière
Melisa Aslı Pamuk a commencé sa carrière d'actrice à 14 ans aux Pays-Bas dans un film à court métrage de "Bos Bros. Film & TV Productions" et Interkerkelijke Omroep Nederland "IKON", par la réalisatrice Tamara Miranda, publié aux Pays-Bas "Dat zit wel snor".
En 2009 elle reçoit le prix de "Best promising" au concours Best Model of Turkey.
Le 3 juin 2011 à la finale de l'élection se déroulant à Istanbul Melissa Pamuk est élue Miss Turquie. Elle représente également la Turquie en septembre 2011 à l'élection Miss Universe au Brésil à Sao Paulo.
Quant à sa carrière d'actrice en Turquie, elle commence en 2012 par une série turque Yer Gök Aşk en tant que personnage principal. La même année elle joue dans un film cinématographique turc G.D.O. Kara Kedi.
En 2014 elle est aussi actrice principale dans la série turque diffusée sur Star TV, Kurt Seyit ve Sura sous le rôle de "Ayse" dans lequel figure également Kivanc Tatlitug et Fahriye Evcen.
Puis dans la série turque Her Sevda Bir Veda publié sur Show TV sous le rôle de "Azade".
De 2015 à 2017 Melisa joue aux côtés de Burak Özçivit et Neslihan Atagül dans la célèbre série turque Kara Sevda   sous le rôle de Asu Alacahan/Kozcuoğlu.

### Études
Inscrite à l'université d'Amsterdam (Pays-Bas) dans la filière "Psychologie", elle doit arrêter ses études pour sa carrière de Miss Turkey.
Elle parle couramment le turc, l'anglais, le néerlandais et l'allemand, et a des notions en français.